# Ґуґуш
Фаеґе Аташин (перс. فائقه آتشین‎, азерб. Faiqə Atəşin, сценічне ім’я Ґуґуш перс. گوگوش‎, азерб. Ququş, нар. 5 травня 1950, Тегеран, Іран) — іранська співачка та акторка. Відома своїм внеском в іранській поп-музиці, але також знялась у ряді фільмів з 1950 по 1970. Пік популярності, слави та успіху в кінці 1970-х років. Вона є символом національної гордості іранського народу. Після іранської революції в 1979 році вона не залишала Іран до 2000 року, попри заборону на її виступи. Разом з тим, її популярність зростала. Молоді люди заново відкривали її музику завдяки контрабандним записам. За межами Ірану має безліч прихильників у Центральній Азії та на Середньому Сході, і навіть привернула увагу західних ЗМІ та преси.

## Біографія

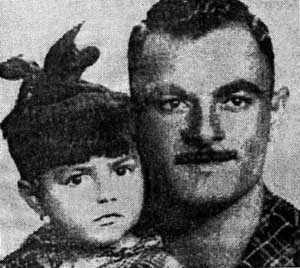
Фаеґе разом з батьком, 1950-ті

Народилась 5 травня 1950 (15 ордібехешта 1329 року іранського календаря), в азербайджано-іранській родині, в Тегерані на вулиці Сарчешме. Її батьки Насрін та Сабер Аташин походили з Радянського Союзу. 
Коли Ґуґуш була ще несвідомою, батько розлучився з матір'ю. Дівчинка залишилась з батьком. Кабаре, де він виступав, було на першому поверсі будинку, де вони мешкали. Одного вечору, під час виступу батька виступила і чотирирічна Ґуґуш. А вже невдовзі вона почала заробляти гроші на тій же сцені.
В 2000 році вийшов повнометражний фільм ірано-американського режисера Фархада Замані з хронікою життя співачки та подій, які передували іранській революції 1979 року. Зйомки фільму почались ще в 1998 році, коли самій Ґуґуш ще було заборонено давати інтерв'ю. Цей фільм знову привернув увагу до її постаті. Їй пропонували повернутись на сцену. 
Щойно отримавши паспорт, який їй не видавали протягом усього цього часу, Ґуґуш вирушила до Канади, де в липні 2000 дала перший за 22 роки концерт. Цей концерт став початком туру, що тривав до березня 2001 року (на перський новий рік Норуз 21 та 24 березня 2000 співачка виступала в Дубаї, тисячі іранців перетнули Перську затоку, щоб знов почути свою улюбленицю), після якого вона планувала повернутись на Батьківщину. Однак, цього не сталось. Натомість, почалась співпраця з композитором Мегрдадом Асемані, були записані нові альбоми та зняті кліпи. 
В січні 2009 співпраця з Асемані була закінчена через "творчі розбіжності", а в березні того ж року почалось співробітництво з теперішньою командою Ґуґуш.
22 липня 2009 року під час емоційної промови Ґуґуш повідомила, що вибори Президента Ірану 12 червня 2009 року, які протестувальники вважають сфальсифікованими Махмудом Ахмадінежадом, надихнули її зробити перші кроки у політиці. Разом з іншими ораторами вона виступала перед банером з іменами 600 протестуючих, котрі вважаються ув'язненими. Імена загиблих були написані червоним кольором. 
|                                   | Я прийшла, щоб бути голосом нещасних матерів, які втратили своїх близьких в мирних демонстраціях.Оригінальний текст (перс.) من به اینجا آمدم تا صدای درد آلود مادران داغدیده و نگرانی باشم که جگر گوشه هایشان را بخاطر |
| — Ґуґуш, (22 липня 2009, Тегеран) | |

## Особисте життя

### Сім‘я
Гугуш була одружена 3 рази, третій із них з Бехрузом Восги, з яким вона знялася в кількох фільмах, але шлюб тривав недовго. Має сина Камбіза від першого шлюбу.

## Студійні альбоми
1970: Do Panjereh (Два вікна)
1970: Fasle Tazeh (Новий сезон)
1971: Mordab (Болото)
1971: Nimeye Gomshoeye Man (Моя втрачена половина)
1972: Kooh (Гора)
1973: Mano Gonjeshkaye Khooneh (Я і домашні горобці)
1974: Do Mâhi (Дві риби)
1974: Hamsafar (Спів-мандрівник)
1975: Pol (Міст)
1975: Mosabbeb (з Даріушем)
1977: Dar emtedâde shab (Протягом ночі)
1978: Ageh bemuni (Якщо ти залишишся)

###### Альбоми (після повернення у музику у 2000 році)
2000: Zartosht (Зороастр)
2004: Akharin Khabar (Останні новини)
2005: Manifest (Маніфест)
2008: Shab-e Sepid (Біла ніч)
2010: Hajm-e Sabz (Зелений том)
2012: Ejaz (Чудо)
2015: Aks-e Khosoosi (Приватний портрет)
2021: Twenty One (21)

## Фільмографія
- Страх і надія (1960)
- Втеча ангела (1961)
- Скеля страху (1963)
- Дияволя (1965)
- Жебраки Тегерана (1966)
- Великий та маленький (1966)
- Хусейн Корд (1966)
- Чотири сестри (1967)
- Брама долі (1967)
- Скарб та праця (1967)
- У пошуках злочинців (1967)
- Троє божевільних (1968)
- Ніч ангелів (1968)
- Зірка семи небес (1968)
- Гріх краси (1969)
- Світанок (1970)
- Весільна сварка (1970)
- Жертва інтриги (1970)
- Небо без зірок (1970)
- Гаряче почуття (1971)
- Біта (1972)
- Хіалаті (1973)
- Американка Мамель (1973)
- Назерін (1973)
- Попутник (1975)
- Ніч нудьги (1975)
- Медовий місяць (1976)
- Довга ніч (1978)
- Цієї ночі хтось плаче (1979)

## У літературі
- Расул Гамзатов написав про співачку вірш «Гугуш» (інша назва «Вірю, вірю, Люблю, люблю»

1. ↑  Encyclopædia Britannica
2. ↑  Person Profile // Internet Movie Database — 1990.
3. ↑  http://alwatan.kuwait.tt/articledetails.aspx?id=344642&yearquarter=20141
4. ↑  https://farsi.euronews.com/2017/02/01/iranian-singer-googoosh-trump-ban-may-stop-me-going-home-to-us
5. ↑  http://www.rawstory.com/rs/2014/02/iranian-pop-queen-googoosh-promotes-lgbt-rights-in-new-music-video/